# Канг, Анджела
Анджела Канг (англ. Angela Kang; род. 23 марта 1976, Ирвайн, Калифорния) — американский сценарист телевидения, которая в настоящее время является членом команды сценаристов в драматическом сериале AMC «Ходячие мертвецы». 13 января 2018 года было объявлено, что она станет шоураннером сериала в девятом сезоне.

## Ранняя жизнь и карьера
Канг родилась и выросла в Ирвайне, Калифорния, в семье иммигрантов из рабочего класса корейского происхождения. В 1998 году она получила степень бакалавра гуманитарных наук по английскому языку и театру в Оксидентальном колледже в Лос-Анджелесе, Калифорния, после чего она опубликовала несколько рассказов и поэм, а также написала ряд пьес. В конце концов она вернулась в школу, где она получила степень магистра изящных искусств по сценарному мастерству в Университете Южной Калифорнии. Её первая работа в телеиндустрии была когда она работала стажёром в медицинских сериалах ABC «Анатомия страсти» и «Частная практика».

## Карьера на телевидении
По окончании школы её первой работой в качестве штатного сценариста был невыпущенный постапокалиптический сериал NBC «День 1». Вскоре после этого она была нанята в качестве штатного сценариста в недолговременном сериале FX «Терьеры», где она написала сценарии к двум эпизодам. В 2011 году она присоединилась к команде сценаристов нашумевшего драматического сериала AMC «Ходячие мертвецы» в качестве редактора сюжетов. Она была повышена до продюсера в третьем сезоне (2012—2013), соисполнительного продюсера в пятом сезоне (2014—2015) и шоураннера в девятом сезоне в 2018 году.
| - 1.06 — «Динь-динь-динь» - 1.12 — «Ты мне, я тебе» (вместе с Лесли Хэдленд) | - 2.06 — «Секреты» - 2.11 — «Судья, присяжные и палач» - 3.05 — «Ты только скажи» - 3.11 — «Я не Иуда» - 4.02 — «Инфекция» - 4.12 — «Безмолвные» - 4.16 — «А» (вместе со Скоттом М. Гимплом) - 5.03 — «Четыре стены и крыша» (вместе с Кори Ридом) - 5.08 — «Кода» - 5.15 — «Пытаться» - 6.03 — «Спасибо» - 6.10 — «Потусторонний мир» (вместе с Кори Ридом) - 6.13 — «В одной лодке» - 7.03 — «Клетка» - 7.07 — «Спой мне песню» (вместе с Кори Ридом) - 7.09 — «Камень на дороге» - 7.14 — «Другая сторона» - 7.16 — «Первый день оставшейся жизни» (вместе со Скоттом М. Гимплом и Мэттью Негретом) - 8.05 — «Большое страшное Н» (вместе со Скоттом М. Гимплом и Дэвидом Лесли Джонсоном) - 8.06 — «Король, вдова и Рик» (вместе с Кори Ридом) - 8.08 — «Как всё должно быть» (вместе с Дэвидом Лесли Джонсоном) - 8.10 — «Потерянные и мародёры» (вместе с Ченнингом Пауэллом и Кори Ридом) - 8.13 — «Не дай нам сбиться с пути» (вместе с Мэттью Негретом) - 8.16 — «Гнев» (вместе со Скоттом М. Гимплом и Мэттью Негретом) - 9.01 — «Новое начало» |